# Strategic Simulations
Strategic Simulations (SSI) est une ancienne société de développement et d'édition de jeux vidéo américaine.  
Elle est fondée en 1979 par Joel Billings qui a alors pour objectif d’adapter son loisir favori, les jeux de guerre, en jeu vidéo. Pour cela, il recrute John Lyon qui programme le premier jeu du studio, Computer Bismarck. Le succès de ce dernier permet à Strategic Simulations de se faire connaître et attire de nombreux programmeurs indépendants qui propose à Joel de publier leurs jeux. Au cours de ces premières années d’existence, la société publie ainsi de nombreux wargames sur ordinateur et devient rapidement le leader de ce secteur de niche.  
En 1982, le studio commence à se diversifier en lançant une gamme de jeux plus accessibles, baptisée RapidFire, puis en publiant, à partir de 1984, des jeux vidéo de rôle comme  Questron, Phantasie et Wizard's Crown qui connaissent un succès commercial bien plus important que les wargames qu’il publie jusque-là. 1987 marque un tournant pour Strategic Simulations. Malgré la concurrence de nombreux studios de développement, Joel parvient en effet à obtenir les droits sur la franchise Donjons et Dragons de TSR et en tire le jeu Pool of Radiance qui devient en 1988 le plus gros succès commercial du studio avec plus de 260 000 exemplaires vendus en Amérique du Nord. Celui-ci marque le début d’une longue série de jeux vidéo, désigné par le titre Gold Box, qui a fortement contribué à populariser la licence Donjons et Dragons dans le monde du jeu vidéo avec plus de douze jeux publiés dans les cinq années suivantes. SSI devient ainsi un éditeur reconnu dans le domaine du jeu de rôle mais le studio n’abandonne pas pour autant les jeux de stratégie qui ont fait son succès initial. En 1994, il publie notamment Panzer General qui devient le plus important succès de SSI dans ce domaine grâce notamment à une prise en main plus aisée que leurs précédents jeux de guerre. 
En parallèle de ce dernier, SSI commence à travailler sur Dark Sun qui est destiné à être le premier titre d’une nouvelle génération de jeu de rôle basé sur la franchise Donjons et Dragons. Son développement prend cependant du retard, ce qui met l’éditeur dans une situation financière délicate. Afin de s’en sortir, Joel décide de vendre l’entreprise et en 1994, elle est rachetée par Mindscape. Joel quitte ensuite la présidence du studio et en 1998, Mindscape est racheté par The Learning Company, qui est elle-même racheté par Mattel en 1999. Le catalogue de SSI est ensuite cédé à Ubisoft qui abandonne peu à peu les jeux SSI au profit de jeux d’action et de blockbusters.

## Histoire

### Création et premiers titres
L’histoire de Strategic Simulations commence en 1979 lorsque Joel Billings, alors âgé de 21 ans, termine le lycée et se prépare à entrer en école de commerce pour préparer un MBA. Après une immersion dans le monde des ordinateurs pendant toute la durée de son job d’été, il envisage d’adapter son loisir favori, les jeux de guerre, sur cette technologie émergente. Le marché de l’ordinateur est en effet en train de se mettre en place et Joel y voit une occasion de combiner ses connaissances dans ce domaine et sa passion. Il décide donc de mettre en suspens son MBA pour créer sa propre entreprise, Strategic Simulations.  
Afin de recruter un programmeur intéressé par son projet, il rédige un tract qu’il affiche dans une boutique de jeu du comté de Santa Clara et il ne tarde pas à être contacté par John Lyon, un fan de wargame qui travaille pour IBM et a des compétences en programmation. Le courant passe bien et ils commencent rapidement à développer leur premier jeu, un wargame basé sur la Seconde Guerre mondiale. Joel est en effet passionné de cette période depuis son plus jeune âge et préfère des jeux comme Tactics II et Gettysburg au jeu de rôle de fantasy Donjons et Dragons. De plus, il estime que ce genre de jeu sera relativement facile à réaliser car l’ordinateur n’aura qu’à gérer un nombre limité de pièces.  
En s’inspirant des jeux de plateau sur ce thème qu’il possède, il imagine un premier concept. Il se procure également un ordinateur afin que John puisse commencer à travailler sur le jeu depuis chez lui. En août 1979, John commence donc à programmer sur TRS-80 un système permettant de rendre ces affrontements sur ordinateur et, lorsqu’il y parvient, ils commencent à chercher des financements pour leur projet. Joel profite alors des connaissances acquises dans ce domaine au cours de ses études et commence par réaliser une étude de marché auprès du magasin de jeux local ainsi qu’à une convention de joueurs organisée à San Francisco. Après six semaines de développement, il rencontre Tom Shaw du studio Avalon Hill pour lui parler de son projet, mais l’entretien se révèle infructueux. Il contacte également l'un des fondateurs d’Automated Simulations après avoir vu un de leurs jeux dans un magasin mais ce dernier n’est pas non plus intéressé. Il réalise alors qu’il devra publier ses jeux  lui-même . À la suite d'une rencontre avec Trip Hawkins, qui travaille à l’époque pour Apple, Joel décide de développer le jeu pour l’ordinateur d’Apple plutôt que pour le TSR-80. Deux mois après le début du développement, son oncle lui procure un Apple II et John commence à programmer sur celui-ci en Basic. Après avoir converti le code pour l’adapter à l’Apple II, Joel et John découvrent un package de graphismes qui leur permet de créer la carte du jeu sur cette nouvelle plateforme. Les deux développeurs ne rencontrent ensuite plus de problèmes et fin janvier 1980, après six mois de développement, le jeu – qu’ils ont baptisé Computer Bismarck – est terminé,. 
Outre John Lyon, le tract affiché dans la boutique de jeux permet à Joel de recruter un deuxième programmeur, Ed Williger, à qui il confie le développement du deuxième jeu du studio, Computer Ambush. Celui-ci est terminé peu de temps après Computer Bismarck et Joel doit alors se concentrer sur la phase suivante du développement : le packaging et la distribution. Pour le packaging, Joel s’inspire de la qualité de ceux des jeux Avalon Hill, qu’il considère comme la référence dans ce domaine. Pour le style et le design des cartes, manuels et boîtes des deux jeux, il fait appel à Louis Saekow qu’il a rencontré quelques années auparavant à l’université Stanford. Près de 500 heures de travail lui sont nécessaires pour réaliser l’artwork de Computer Bismarck. Satisfait, Joel le recrute et il devient le responsable des artworks pour l’ensemble des jeux développés par le studio. Pour faire connaître le jeu, Joel envoie 30 000 tracts à des possesseurs d'Apple II puis, en mars, il le présente lors de l'Applefest de San Francisco. Les commandes ne tardent pas à affluer et Joel reçoit également de nombreuses propositions de nouveaux titres émanant de programmeurs fans de wargame. C'est notamment le cas de Dan Bunten avec Computer Quarterback, Roger Keating avec Computer Conflict, Charles Merrow et Jack Avery avec Computer Air Combat et Computer Baseball et Chuck Kroegel et David Landrey avec The Battle of Shiloh et Tigers in the Snow. Avec John Lyon, ces quatre équipes développent 18 des 28 jeux publiés par SSI au cours de ses trois premières années d’existence.

### Diversification
Début 1982, alors qu’il s’occupe du support technique de ses jeux, Joel reçoit un appel de Gary Grigsby, un fan de jeu de guerre, qui lui demande de l’aide pour le jeu Torpedo Fire. Après une longue discussion, celui-ci lui révèle être en train de concevoir un jeu vidéo de guerre et Joel lui suggère de le lui envoyer pour une potentielle publication par SSI. Gary, qui travaille sur le jeu – baptisé Guadacanal Campaign – depuis décembre 1981, se rend alors dans les locaux de SSI où il rencontre Joel et Paul Murray, qui sont à l’époque les deux seuls programmeurs à plein temps du studio. Ensemble, ils définissent ce qu’il reste à faire sur le jeu avant de le publier et ils commencent à le tester. Quatre mois plus tard, le jeu est publié et il rencontre un certain succès commercial, avec environ 3 500 copies vendues, les fans saluant son réalisme historique et son attention portée aux détails. SSI publie à l’époque de nombreux jeux à succès et commence à être reconnu comme un leader dans le secteur des jeux de stratégie et de tactique. 
Le studio décide alors de lancer une nouvelle gamme de produits, appelée RapidFire, destinée aux joueurs n’étant pas intéressés par les jeux plus sérieux et plus lents qu’ils ont développés jusque là. Pour cette nouvelle série, ils conçoivent un packaging différent afin de mettre en avant la facilité d’utilisation et la vitesse de ces nouveaux titres et ils introduisent des éléments d’action et de temps réel dans certains d’entre eux. La série se révèle être un succès et la société commence à attirer de plus en plus de développeurs extérieurs incluant Dani Bunten Berry, Keith Brors et Chuck Kroegel qui deviendra plus tard le vice-président du département recherche et développement du studio. Tout va alors pour le mieux pour SSI, Joel recrute son premier chargé de ventes en 1983 et à la fin de l’année, le chiffre d'affaires atteint 1 830 000 $, soit quasiment le double de l’année précédente.
En 1984, SSI continue cette stratégie de diversification en faisant ses premiers pas sur le marché des jeux vidéo de rôle avec Questron, développé par Charles Dougherty et Gerald Wieczorek. Publié, le jeu se révèle cependant problématique. Avant d’être proposé à SSI, il a en effet été accusé d’être trop proche d’Ultima et lors de la CES 1984, la société Origin Systems contacte Joel et accuse les développeurs du jeu d’avoir copié leur concept. Il ne peut cependant pas annuler sa sortie car le jeu et son packaging sont terminés et que sa sortie est imminente. Joel se rend donc à Tahoe pour négocier une redevance afin que les développeurs d’Ultima l’autorisent à le publier. Après une longue réunion, il accepte de céder un pourcentage sur les ventes du jeu à Origin. Cet accord se révèle cependant profitable car le jeu rencontre un certain succès commercial et ouvre la voie à de nouveaux jeux de rôle, dont notamment Phantasie et Wizard's Crown, qui seront plus tard à la base du système utilisé pour les jeux basés sur la licence Donjons et Dragons ,. Continuant sur la lancée de Questron, le studio publie en effet Gemstone Warrior, développé par le studio canadien Paradigm Creators. SSI lance également un autre projet ambitieux, 50 Mission Crush, qui combine des éléments de wargame traditionnel avec des éléments de jeu de rôle, les unités pouvant gagner de l’expérience pour améliorer leur efficacité. En 1985, le studio lance Phantasie, développé par Winston Douglas Wood, qui devient leur plus grand succès dans le domaine du jeu de rôle et qui donnera lieux à deux suites. Avec Wizard's Crown, conçu et programmé par Paul Murray et Keith Brors et dont le développement est supervisé par Chuck Kroegel et Jeff Johnson, SSI franchit une nouvelle étape dans le domaine des jeux de rôle sur ordinateur grâce à un système de combat tactique innovant. Celui-ci permet au jeu de connaître un certain succès commercial mais son importance pour le studio ne sera révélée que deux ans plus tard, lorsqu’il impressionnera la direction de TSR, qui possède la franchise Donjons et Dragons.

### Acquisition de la franchise Donjons et Dragons
Début 1987, Joel est informé que TSR s’apprête à céder les droits sur sa franchise la plus populaire, Donjons et Dragons, afin d’en tirer des jeux vidéo. Une équipe, composée de Joel, keith, Chuck, Victore Penman et Randy Berrett, se rend alors au siège de TSR afin de tenter de les convaincre de leur céder la franchise. Afin de se démarquer des studios concurrents, incluant Origin Systems et Electronic Arts, met en place une stratégie particulière afin d’impressionner la direction de TSR lors de leur présentation. Alors que les autres sociétés dans la course ne proposent de faire qu’un jeu vidéo de rôle et, éventuellement une suite, ils proposent d’en tirer toute une série. Ils proposent également d’en tirer un jeu d’action, grâce à un partenariat avec le studio anglais US Gold, ainsi qu’un assistant pour « Dungeon Master », soit au total, trois catégories de produits différents. Ils montrent également à TSR que Paul et Keith sont de vrais fans de jeu de rôle qui connaissent parfaitement l’univers de Donjons et Dragons. Impressionné, TSR leur confie, un mois plus tard, les droits sur la franchise pour une période de cinq ans, avec une option pour deux années supplémentaires. Joel et son équipe ne perdent alors pas de temps et lancent immédiatement le développement d’un premier titre basé sur Donjons et Dragons. La conception de la boite du jeu est confiée à Louis Saekow qui décide de donner aux contours de la boite un aspect doré, qui définira plus tard la série Gold Box,,. En parallèle, SSI décide de développer leur activité dans le secteur des jeux sur consoles qui est alors en pleine expansion. Ils se rendent donc au Japon ou ils signent un accord avec Pony Canyon afin de publier leurs jeux Donjons et Dragons sur Nintendo. Celui-ci se révèle être un échec mais permet tout de même à SSI d’obtenir un important apport d’argent, aussi bien de Pony Canyon que de US Gold, qui les aide à financer le développement de Pool of Radiance et qui leur permet de payer TSR pour la franchise.
Pour s’assurer que le potentiel de la franchise est correctement exploité, TSR s’implique énormément dans le développement de Pool of Radiance. Chuck Kroegel les tient donc au courant de toutes les évolutions dans le développement afin notamment de garantir qu’ils n’aient pas de mauvaise surprise à la présentation du produit final. Il s’assure notamment que les graphismes et le scénario du jeu s’intègre bien dans l’univers des Royaumes oubliés. En 1988, après un an de développement, de longues négociations avec TSR et une phase de test, SSI lance le premier jeu de leur série basée sur Donjons et Dragons. Avec plus de 260 000 exemplaires vendus en Amérique du Nord, Pool of Radiance est le plus grand succès de Strategic Simulations qui devient alors un éditeur d’envergure nationale,. Le jeu marque également le début d’une excellente série de jeux vidéo, désigné par le titre Gold Box, qui a fortement contribué à populariser la licence Donjons et Dragons dans le monde du jeu vidéo avec plus de douze jeux publiés dans les cinq années suivantes,. Une partie importante du succès de SSI dans l’exploitation de cette franchise provient d’un partenariat avec les développeurs de Westwood Associates. Après avoir développé Hillsfar, ceux-ci commencent en effet à travailler sur un projet ambitieux, visant à surfer sur le succès de Dungeon Master de FTL Games. Baptisée Eye of the Beholder, cette nouvelle série connaît elle aussi un important succès, ce qui contribue à la popularité de SSI au début des années 1990.

### Déclin et rachats
Avec la série Gold Box, SSI devient un éditeur connu pour ses jeux de rôle mais le studio n’abandonne pas pour autant les jeux de stratégie qui ont fait son succès initial. Gary Grisby continue ainsi de développer d’excellents wargame et l’éditeur continue de rencontrer un certain succès avec des titres conçu par des développeurs indépendant comme Waterloo de Peter Turcan ou Red Lightning et la série Conflict de Norm Koger. L’idée qui permet à SSI d’obtenir son plus grand succès dans le domaine du wargame ne provient cependant des jeux de plateau traditionnels mais d’un jeu publié par Sega sur Mega Drive, Daisenryaku. Le résultat, Panzer General, est diamétralement différents des titres développés par Gary Grisby. Celui-ci est publié en 1994 et devient le plus important succès de SSI dans ce domaine grâce notamment à une prise en main plus aisée que leurs wargames précédents. Ce succès conduit SSI à en développer de nombreuses suites ainsi que plusieurs titres dérivés comme Star General, Fantasy General et Panzer General 3D.
En parallèle du développement de Panzer General, SSI commence à travailler sur un nouveau titre basé sur la franchise Donjons et Dragons, Dark Sun. La série Gold Box contient alors douze titres mais celle-ci commence à être datée et SSI souhaite lancer une deuxième génération de jeux de rôle. L’équipe de développement travaille donc à la création d’un tout nouveau moteur de jeu avec de nouveaux mécanismes de jeu et de meilleurs graphismes. Cependant, le projet se révèle rapidement problématique. Le développement prend en effet du retard et deux années sont nécessaires pour le terminer, alors qu’il devait l’être en une seule. La situation devient alors difficile pour le studio qui doit licencier une vingtaine de personnes début 1993. Dark Sun est finalement publié en septembre 1993 mais le retard accumulé effraie les développeurs qui réalise qu’un nouveau projet de cet envergure nécessiterait un million de dollars et qu’ils n’ont pas les ressources nécessaires pour se permettre un nouvel échec. Ils doivent donc recueillir des fonds, ce qui leur ferait perdre le contrôle de la société (la famille de Joel n’en possédant plus que 55 %), ou vendre l’entreprise à une société plus grande qui pourrait investir dans le développement de nouveaux titres. Joel choisit finalement la deuxième solution et début 1994, juste avant la sortie de Panzer General, SSI est vendu à Mindscape. Joel quitte ensuite la présidence du studio et en 1998, Mindscape est racheté par The Learning Company, qui est elle-même racheté par Mattel en 1999. Peu après, le CEO de Mattel apprend que The Learning Company ne fait à l’époque plus aucun bénéfice et décide donc de se débarrasser de sa division jeu vidéo. Son catalogue est alors cédé à Ubisoft. Bien que SSI continue à l’époque de dégager entre 15 et 18 millions de dollars de revenus par an, son catalogue de wargames n’intéresse pas vraiment Ubisoft qui se focalise plutôt sur les jeux d’action et les blockbuster. Joel, qui occupe encore la place de vice-président chargé des jeux chez Mindscape, quitte donc la société en janvier 2000 pour créer 2by3 et continuer à travailler dans le domaine des wargames.
En décembre 2013, Joel Billings fait don de nombreux jeux vidéo Strategic Simulations, code source inclut, à l’International Center for the History of Electronic Games.

## Données économiques

### Chiffre d'affaires
| Année              | 1980      | 1981      | 1983        | 1984        | 1986        | 1987        | 1989        |
| ------------------ | --------- | --------- | ----------- | ----------- | ----------- | ----------- | ----------- |
| Chiffre d’affaires | 317 000 $ | 900 000 $ | 1 830 000 $ | 3 000 000 $ | 4 000 000 $ | 5 000 000 $ | 7 500 000 $ |

### Financement initial
Après avoir rencontré John Lyon, qui commence à développer Computer Bismarck en août 1979, Joel se lance à la recherche de financements pour son projet. Il commence par réaliser une étude de marché, d’abord auprès du magasin de jeu local puis a une convention de joueur organisé à San Francisco. Il rencontre ensuite rencontre Tom Shaw, du studio Avalon Hill, pour lui parler de son projet, mais l’entretien se révèle infructueux. Il contacte également un des fondateurs d’Automated Simulations après avoir vu un de leurs jeux dans un magasin mais ce dernier n’est pas non plus intéressé par son projet. Malgré le soutien de Trip Hawkins, Joel ne parvient donc pas à trouver d’entreprise prête à investir dans le secteur du jeu de guerre sur ordinateur. Il se tourne alors vers sa famille et parvient à réunir 40 000 $ pour financer la production et la publication de Computer Bismarck. Celui-ci terminé, Joel réalise sa première vente significative auprès du magasin Computerland de Los Altos qui lui en achète 50 copies. Pour faire connaître le jeu, Joel investis tout l’argent non dépensé dans le développement pour promouvoir le jeu. Il envoie ainsi 30 000 tracts à des possesseurs d'Apple II puis, en mars 1980, il le présente lors de l'Applefest de San Francisco. Cette stratégie se révèle payante et SSI parvient à vendre près de 8 000 copies du jeu, ce qui constitue des chiffres plutôt correct pour le secteur de niche des jeux de guerre sur ordinateur. Après avoir publié plusieurs autres jeux de guerre en 1980, la société affiche un chiffre d’affaires de 317 000 $ en 1980, avec une perte nette de 60 000 $ prévisible pour une première année d’opération.

### Ventes
Au cours de ses quatre premières années d’existence, Strategic Simulations publie plus de quarante jeux différents mais peu d’entre eux connaissent un véritable succès commercial. La plupart ne s’approche ainsi même pas des 10 000 copies vendues, certains dépassant à peine les 2 000. Si leur premier jeu de guerre, Computer Bismarck, leur permet de se faire connaître, il ne rencontre finalement qu’un succès commercial limité, avec seulement 8 000 copies vendues, et les plus gros succès du studio se révèlent être les titres n’étant pas des jeux de guerre. En quatre ans, seulement trois jeux vont ainsi dépasser les 20 000 copies vendues et leurs deux plus gros succès sont des jeux de sports, Computer Quarterback et Computer Baseball. Publié en septembre 1980, Computer Quaterback est le premier jeu SSI à être développé en externe et il devient immédiatement le plus gros succès de leur catalogue, ce qui va notamment convaincre Joel de l’intérêt d’externaliser. De son côté, Computer Baseball est leur plus gros succès commercial de ces quatre premières années avec plus de 45 000 copies vendues. Ne pouvant compter sur aucun véritable « hit », Strategic Simulations s’appuie sur la loyauté de leurs fans et sur leur catalogue qui continent un nombre sans cesse croissant de titres, chacun d’eux restant disponible pendant plusieurs années. Avec le lancement de la gamme RapidFire en 1982, le studio tente un temps d’atteindre un public plus large, mais ces titres ne connaissent pas plus de succès que leurs jeux de guerres traditionnels, Cytron Masters se vend par exemple à seulement 4 702 exemplaires, et SSI abandonne rapidement ce label.
La stratégie de diversification de Strategic Simulations fonctionne en revanche dans le domaine du jeu vidéo de rôle. Bénéficiant de l’absence de nouveaux titres dans les séries Ultima et Wizardry en 1984, leur premier jeu de rôle, Questron, connaît un succès inattendu. Il connaît alors le meilleur démarrage d’un jeu SSI et se vend au total à plus de 35 000 exemplaires, soit bien mieux que la plupart des précédents jeux du studio. Ce succès pousse la société à persévérer dans ce domaine avec notamment Gemstone Warrior en décembre 1984 puis Phantasie en mars 1985, qui deviennent les premiers jeux SSI à dépasser la barre des 50 000 exemplaires vendus, et bientôt le studio publie autant de jeux de rôle que de jeux de guerre : Rings of Zilfin en janvier 1986 (17 479 exemplaires) ; Phantasie II et Wizard's Crown en février 1986 (30 100 et 47 676 exemplaires) ; Shard of Spring en juillet 1986 (11 942 exemplaires) ; Roadwar 2000 en août 1986 (44,044 exemplaires) ; Gemstone Healer en septembre 1986 (6 030 exemplaires) ; Realms of Darkness en février 1987 (9 022 exemplaires) ; Phantasie III en mars 1987 (46 113 exemplaires) ; The Eternal Dagger en juin 1987 (18 471 exemplaires) et Roadwar Europa en juillet 1987 (18 765 exemplaires). Malgré une tendance à la baisse, dû à la manière dont SSI à inonder le marché, les ventes de jeux de rôles continuent ainsi à surpasser largement les ventes de jeux de guerre avec comme seule exception le Wargame Construction Set de Roger Damon qui après sa sortie en 1986 devient le premier jeu SSI à dépasser la barre des 60 000 exemplaires vendus.
Il faut cependant attendre 1988 et l’acquisition de la licence Donjons et Dragons pour que Strategic Simulations devienne un éditeur d’envergure nationale. Le premier jeux basés sur la franchise, Pool of Radiance, se vend en effet à plus de 260 000 exemplaires en Amérique du Nord, devenant ainsi le plus grand succès du studio, et dans les années qui suivent, le studio publie plus d’une dizaine de jeus basé sur Donjons et Dragons : Heroes of the Lance en 1988 (88 000 exemplaires), Hillsfar et Curse of the Azure Bonds en 1989 (plus de 100 000 et 150 000 exemplaires) puis Secret of the Silver Blades et Champions of Krynn en 1990 (plus de 100 000 et 125 000 exemplaires). Malgré ces succès, le studio n’abandonne pas pour autant les jeux de stratégie qui ont fait son succès initial. Avec Panzer General et son système de jeu diamétralement différents des précédents jeux de guerre du studio, SSI connaît ainsi en 1994 son plus gros succès dans ce domaine,.

## Affaires
Dès 1980, Strategic Simulations fait l’objet de critiques de la part du magazine Byte qui note de troublantes similitudes entre Computer Bismarck et le jeu de plateau Bismarck, dont la deuxième édition vient d'être publiée par Avalon Hill, et qui s’étonne que la boite du jeu vidéo n’indique rien à ce sujet,. Les deux sociétés étant en compétition direct sur le marché des jeux de guerre sur ordinateur, une confrontation juridique est alors inévitable et en 1984, l'éditeur de Bismarck attaque Strategic Simulations en justice pour violation de copyright et de marque déposée. Les deux sociétés parviennent cependant à un arrangement, SSI acceptant de payer à son concurrent une indemnité de 30 000 $ et de lui céder 5 % de royalties sur les futures ventes du jeu. Cette affaire n’aura cependant qu’un impact limité pour le studio, le jeu étant déjà en vente depuis près de cinq ans,. En 1982, Strategic Simulations est impliqué dans une affaire similaire du fait des similitudes entre le jeu Warp Factor et le jeu de plateau Starfleet Battles. L’éditeur de ce dernier, Task Force Games, attaque alors SSI en justice pour violation de copyright et de marque déposée mais comme dans l’affaire qui l’opposera à Avalon Hill, les deux sociétés parviennent à un arrangement.
Fin 1983, lorsque Charles Dougherty et Gerald Wieczorek proposent à Joel d’éditer Questron, celui-ci ignore que le projet a déjà été rejeté par Origin Systems et que Richard Garriott a menacé d’attaquer en justice ses créateurs en cas de sortie du jeu, qu’il juge trop proche d’Ultima. Jugeant le jeu prometteur, Joel décide de le publier mais lors du Consumer Electronics Show en janvier 1984, il est contacté par Origin Systems qui réitère ses menaces. Le packaging du jeu étant prêt et sa sortie étant imminente, Joel décide néanmoins de ne pas annuler son projet et il se rend donc personnellement au siège d’Origin, à Tahoe, afin de négocier un arrangement. Il obtient alors l’autorisation de publier le jeu en échange d’un pourcentage sur les ventes de Questron et de l’inscription, sur la boite de ce dernier, d’une mention spécifiant que la structure et le style du jeu sont sous licence de Richard Garriott,. Le succès du jeu rend cet accord extrêmement profitable pour Strategic Simulations mais les déboires de Joel avec la série ne sont pas pour autant terminés. Le contrat qui lie les frères Dougherty à SSI leur donne en effet le droit de créer une suite et de la proposer à d’autres éditeurs mais stipule qu’ils doivent alors donner à SSI une chance de surenchérir sur l’offre de leurs concurrents avant de signer un éventuel contrat. Les Dougherty n’ont cependant pas compris cette nuance, ou ont choisi de l’ignorer, et ils signent un contrat avec Electronic Arts pour la création d'un deuxième volet. Lorsqu’ils annoncent la nouvelle à Joel, celui-ci décide donc d’attaquer en justice Electronic Arts afin de faire valoir ses droits. La suite potentielle de Questron est alors mise en suspens jusqu’au jugement, en avril 1987, qui statue en faveur de SSI. Peu après, la suite développée par les Dougherty est publiée par Electronic Arts mais sous un nouveau titre, Legacy of the Ancients. En parallèle, ils se voient contraints de concevoir, mais pas de programmer, une autre suite pour le compte de SSI. Son développement est alors confié à Westwood Associates, qui réalise à l’époque de nombreux portages pour le compte de SSI. Questron II est finalement publié en février 1988 et malgré son côté « peu inspiré », dû aux circonstances de sa conception, il connaît un certain succès et se vend même mieux que le premier volet.